# Równina Stołpecka

Równina Stołpecka

Równina Stołpecka (843.24; biał. Стаўбцоўская раўніна, Staubcouskaja raunina; ros. Столбцовская равнина, Stołbcowskaja rawnina) – mezoregion fizycznogeograficzny Europy Wschodniej położony na obszarze Białorusi, wchodzący w skład megaregionu Nizina Wschodnioeuropejska, prowincji Niż Wschodniobałtycko-Białoruski, podprowincji Wysoczyzny Podlasko-Białoruskie i makroregionu Poniemnie. Charakterystyczną cechą terenu jest silne pofałdowanie. Wysokości względne dochodzą do 7 m. Znaczną część obszaru stanowią obszary podmokłe. Podłoże macierzyste budują skały metamorficzne – gnejs i kwarcyt. Zgodnie z uniwersalną regionalizacją dziesiętną mezoregion oznaczony jest numerem 843.24.